# Null (cómic)
Null, llamado también Null la oscuridad Viviente, es un personaje ficticio que aparece en los cómics estadounidenses publicados por Marvel Comics. Null es un demonio y enemigo de Los Defensores y el Escuadrón Supremo.

## Historial de publicaciones
Null apareció por primera vez en Defensores # 103 (enero de 1982) y fue creado por J.M. DeMatteis y Don Perlin.

## Biografía
Null fue engendrado por los deseos de venganza en el cosmos que yacían en el inconsciente colectivo de S'raphh, una raza extinta de humanoides alados que una vez vivió en la luna de la Tierra. Null es un nihilista y destructor.
Null primero se hizo conocido a los seres humanos cuando se aterrorizó a la ciudad de Christianboro. Allí, luchó y fue derrotado por los Defensores.
El próximo Null poseía a Adam Henderson, y luchó con el original Ghost Rider.
Detrás de las escenas, Null permitió a la Mente Suprema para hacerse cargo de los Estados Unidos de la Tierra-S y derrotar al Escuadrón Supremo. Junto a la Mente Suprema, Null luchó contra los Defensores y el Escuadrón, y luego drena poderes psíquicos de la Mente Suprema. Sin embargo, cuando se volvió a despertar el bien de la raza S'raphh, Null dejó de existir y fue aparentemente destruido.

## Poderes y habilidades
Null es una forma de vida-místico creado a lo largo de los siglos desde el inconsciente colectivo de los 500.000 miembros de la raza extinta S'Raphh, y como tal tiene una capacidad casi ilimitada para manipular las fuerzas de la magia. Null normalmente no tiene forma corporal, y por lo general toma la forma de una nube de múltiples ojos, multi-tentáculos de una sustancia gaseosa púrpura desconocido. Su inteligencia es inconmensurable, y tiene resistencia increíble y durabilidad. Null tiene la capacidad de manipular las fuerzas de la magia para una amplia variedad de efectos, incluyendo maleabilidad física, intangibilidad, levitación, teletransportación interdimensional, la restauración de los espíritus en el plano físico, reanimación y el control de los cadáveres, la posesión de los cuerpos de física seres, la telepatía, la ilusión de fundición, y la capacidad de proyectar potentes explosiones de concusión psicoquinéticas.
Null es vulnerable a las energías místicas controlados por ciertos seres, como la Gárgola y Ghost Rider.

## En otros medios

### Televisión
- Null aparece en la segunda temporada de Hulk and the Agents of S.M.A.S.H. episodio 3, "El Miedo hecho realidad", expresada por John DiMaggio. En la serie, Null es una entidad que se nutre de miedo y utiliza las fobias de sus víctimas para manifestar una forma física antes de atacar el planeta más cercano. Mientras que en el camino de regreso a la Tierra, los Agentes de S.M.A.S.H. encuentran al Silver Surfer lucha contra el Null hasta que se cae. El Null utiliza sus poderes para llevar a los temores de los Agentes de S.M.A.S.H. a la vida: el uso del miedo de Hulk de perder el control en la forma del Hulk Oscuro, A-Bomb tiene miedo al payaso en forma de Obnoxio el Payaso, She-Hulk tiene miedo al frío por lentamente ser congelada en el hielo, Hulk Rojo, miedo de perder su fuerza dejándolo débil y extremadamente flaco y el miedo de Skaar, las máquinas manifestadas por robots. El Null también trajo al Líder a su miedo de perder su inteligencia a la vida por la reducción de su gran cabeza hasta que se reduce a un idiota balbuceante. Cuando Silver Surfer recupera la conciencia, ayuda a los Agentes de S.M.A.S.H. a luchar contra el Null después de ganar forma física con planes para invadir la Tierra a través de un agujero de gusano y alimentar el temor de sus habitantes. Después de que los Agentes de S.M.A.S.H. derrotan al Null, lo que obligó a la entidad a ser no-corporal y sin poder, Silver Surfer cierra el agujero de gusano desde el otro lado mientras él se compromete con los Agentes de S.M.A.S.H. que él le dirá la Tierra sobre sus actos heroicos en su lucha contra el Null.